# Ochagavía
Ochagavía (spanska) eller Otsagabia (baskiska), officiellt Ochagavía/Otsagabia, är en kommun i Spanien.   Den ligger i provinsen och regionen Navarra, i den nordöstra delen av landet, 400 km nordost om huvudstaden Madrid. Antalet invånare är 618.